# Aubonne (Szwajcaria)
Aubonne – miasto i gmina (commune) w zachodniej Szwajcarii, w kantonie Vaud, w okręgu (district) Morges. 1 lipca 2011 do miasta przyłączono gminę Pizy, a 1 stycznia 2021 gminę Montherod.

## Demografia
W Aubonne mieszka 3791 osób. W 2022 roku 31,5% populacji gminy stanowiły osoby urodzone poza Szwajcarią.

## Osoby

### związane z miastem
- Michał I Rumuński, 5 grudnia 2017 roku zmarł tutaj

## Transport
Przez teren miasta przebiegają autostrada A1 oraz drogi główne nr 124 i nr 126. 